# الخيالة (الرقة)
الخيالة قرية سورية تتبع ناحية مركز الرقة في منطقة مركز الرقة في محافظة الرقة. بلغ عدد سكانها 234 نسمة في عام 2004 حسب إحصاء المكتب المركزي للإحصاء.